# Lymnas dilata
Lymnas dilata är en fjärilsart som beskrevs av Percy I. Lathy 1932. Lymnas dilata ingår i släktet Lymnas och familjen Riodinidae. Inga underarter finns listade i Catalogue of Life.